# Броматы

Бромат-анион

Брома́ты — неорганические соединения, соли бромноватой кислоты HBrO3. Бесцветные кристаллические вещества, стабильные при нормальных условиях.
Бромат-анион аналогично хлорат-аниону имеет структуру тригональной пирамиды. Длина связей Br—О составляет около 0,178 нм, угол О—Br—О 112°. Анион BrО3− не образует ковалентных связей и не склонен образовывать координационные связи. Броматы по своим химическим свойствам аналогичны хлоратам, но более термически устойчивы, менее растворимы в воде и являются более сильными окислителями. Наибольшее практическое применение находят броматы натрия и калия.

## Физические свойства
Физические константы некоторых броматов:
| Формула          | Молярная масса, г/моль | Цвет    | Плотность, г/см3 | Температура плавления, °C | Температура разложения, °C |
| ---------------- | ---------------------- | ------- | ---------------- | ------------------------- | -------------------------- |
| AgBrO3           | 235,77                 | белый   | 5,21             | −                         | 350                        |
| Al(BrO3)3 · 9H2O | 572,82                 | белый   | н/д              | 62,3                      | 100                        |
| Ba(BrO3)2        | 393,13                 | белый   | 3,99             | −                         | 270                        |
| CsBrO3           | 260,81                 | белый   | 4,11             | 420                       | 420                        |
| Cu(BrO3)2        | 319,35                 | белый   | н/д              | −                         | 550                        |
| Dy(BrO3)3        | 546,20                 | жёлтый  | н/д              | −                         | > 600                      |
| Hg(BrO3)2 · 2H2O | 492,42                 | белый   | н/д              | −                         | > 130                      |
| Hg2(BrO3)2       | 656,98                 | белый   | н/д              | −                         | > 200                      |
| KBrO3            | 167,00                 | белый   | 3,25             | 434                       | > 450                      |
| Mg(BrO3)2        | 280,11                 | белый   | 2,29             | −                         | > 300                      |
| NaBrO3           | 150,89                 | белый   | 3,339            | 380                       | 380                        |
| Nd(BrO3)3 · 9H2O | 690,08                 | красный | н/д              | 66,7                      | 150 (−H2O); 450            |
| Sm(BrO3)3 · 9H2O | 696,20                 | жёлтый  | н/д              | 74,5                      | 150 (−H2O); > 500          |
| Sr(BrO3)2        | 343,42                 | белый   | 3,77             | −                         | 240                        |
| Y(BrO3)3 · 9H2O  | 634,74                 | белый   | н/д              | 74                        | > 350                      |
| Zn(BrO3)2 · 6H2O | 429,28                 | белый   | 2,57             | 100                       | 200 (−H2O); 700            |

## Получение
Обычно броматы получают электрохимическим или химическим окислением бромидов:
{\displaystyle {\mathsf {NaBr+3NaOCl=NaBrO_{3}+3NaCl}}}
Броматы щелочных и щёлочноземельных металлов могут быть получены действием жидкого брома на водные растворы щелочей или карбонатов:
{\displaystyle {\mathsf {6NaOH+3Br_{2}=5NaBr+NaBrO_{3}+3H_{2}O}}}
{\displaystyle {\mathsf {3Na_{2}CO_{3}+3Br_{2}=5NaBr+NaBrO_{3}+3CO_{2}}}}
Нерастворимые в воде броматы получают обменной реакцией между броматами натрия или калия и соответствующих водорастворимых солей металлов:
{\displaystyle {\mathsf {AgNO_{3}+NaBrO_{3}=AgBrO_{3}}}\!\downarrow {\mathsf {+NaNO_{3}}}}

## Химические свойства
Броматы термически нестабильны и разлагаются при нагревании по следующей схеме:
- броматы щелочных, щёлочноземельных металлов и серебра (на примере NaBrO3):

{\displaystyle {\mathsf {2NaBrO_{3}=2NaBr+3O_{2}}}\!\uparrow }
- прочие броматы (на примере Cu(BrO3)2):

{\displaystyle {\mathsf {2Cu(BrO_{3})_{2}=2CuO+2Br_{2}+5O_{2}}}\!\uparrow }
В твёрдом состоянии при нагревании броматы проявляют свойства окислителя
{\displaystyle {\mathsf {2KBrO_{3}+3C=2KBr+3CO_{2}}}\!\uparrow }
В водных растворах броматы проявляют слабые окислительные свойства в кислой среде:
{\displaystyle {\mathsf {2NaBrO_{3}+I_{2}=2NaIO_{3}+Br_{2}}}}
Любопытной реакцией с участием броматов является колебательная реакция Белоусова — Жаботинского, в которой происходит периодическое изменение окраски раствора с жёлтой на бесцветную:
{\displaystyle {\mathsf {2BrO_{3}^{-}+3CH_{2}(COOH)_{2}+2H^{+}=2BrCH(COOH)_{2}+3CO_{2}+4H_{2}O}}}
Окислить броматы до перброматов возможно только посредством электролиза или с помощью очень сильных окислителей:
{\displaystyle {\mathsf {NaBrO_{3}+F_{2}+2NaOH=NaBrO_{4}+2NaF+H_{2}O}}}

## Применение
Броматы используются в броматометрии, производстве некоторых пиротехнических составов, для выпечки хлеба, а также в неорганическом синтезе для получения бромноватой кислоты и перброматов. Также броматы применяются как окислители в практике органического синтеза.

## Безопасность
Все броматы являются окислителями. Броматы ртути и бария в высоких дозах токсичны.

## Комментарии
1. ↑  Для гексагидрата.
2. ↑  Для моногидрата.